# Peribaea trifurcata
Peribaea trifurcata là một loài ruồi trong họ Tachinidae.